# 位居
位居，3世纪中期（三国曹魏时）夫餘国大臣。
夫餘麻余王任命他为为大使。位居为人轻财善施，夫餘国人都依附他。他年年遣使至曹魏京城洛阳进贡。魏帝曹芳正始七年（246年），幽州刺史毌丘俭攻打高句丽，位居派大加郊迎魏使，并以粮助军。因为他的叔父牛加心怀异志，于是杀死季父父子，籍没其财物。